# Малевац
Малевац (хорв. Maljevac) — деревня в Хорватии, на правом берегу реки Глина, северо-восточнее города Слунь, севернее Цетинграда и северо-западнее боснийского города Велика-Кладуша. Относится к общине Цетинград в жупании Карловачка. Население 115 человек по переписи 2011 года.
В Малеваце находится пункт пропуска через государственную границу (Granični prijelaz Maljevac). После начала европейского миграционного кризиса в городе Велика-Кладуша находится лагерь для беженцев, пытающихся попасть в Европейский союз через Малевац.
Дорога D216 длиной 25 км соединяет Малевац с Коларичем и Войничем, где соединяется с дорогой D6.

## Население
| Население по переписи | Население по переписи | Население по переписи | Население по переписи | Население по переписи | Население по переписи | Население по переписи | Население по переписи | Население по переписи | Население по переписи | Население по переписи | Население по переписи | Население по переписи | Население по переписи | Население по переписи | Население по переписи |
| --------------------- | --------------------- | --------------------- | --------------------- | --------------------- | --------------------- | --------------------- | --------------------- | --------------------- | --------------------- | --------------------- | --------------------- | --------------------- | --------------------- | --------------------- | --------------------- |
| 1857                  | 1869                  | 1880                  | 1890                  | 1900                  | 1910                  | 1921                  | 1931                  | 1948                  | 1953                  | 1961                  | 1971                  | 1981                  | 1991                  | 2001                  | 2011                  |
| 0                     | 0                     | 0                     | 592                   | 271                   | 778                   | 725                   | 807                   | 220                   | 278                   | 353                   | 195                   | 356                   | 388                   | 149                   | 115                   |